# بيرلي إي. بارك
بيرلي إي. بارك (بالإنجليزية: Burley E. Parke)‏ هو فارس أمريكي، ولد في 21 مارس 1905 في ألبيون في الولايات المتحدة، وتوفي في 4 أكتوبر 1977.